# Dellwood (Missouri)
Dellwood – miasto w Stanach Zjednoczonych, w stanie Missouri, w hrabstwie St. Louis.